# State of Grace
State of Grace is het vierde studioalbum van de Amerikaanse punkband Street Dogs. Het is uitgegeven op 8 juli 2008 door Hellcat Records en is daarmee het eerste album op dit label. Het album is, net zoals voorgaand album, geproduceerd door Ted Hutt. Het bevat een cover van "Into the Valley", een nummer van Skids. Het album is in Japan met een extra bonustrack uitgegeven.

## Nummers
1. "Mean Fist" - 2:30
2. "Kevin J. O'Toole"  - 3:52
3. "Into the Valley" (cover van Skids) - 3:07
4. "Rebel Song" - 2:56
5. "The General's Boombox" - 3:38
6. "Elizabeth" - 3:05
7. "Two Angry Kids" - 2:29
8. "Guns" - 3:16
9. "San Patricios" - 2:49
10. "A State of Grace" - 3:46
11. "Free" - 3:39
12. "Townie Boys" (Japanse bonustrack)